# Georges Suarez
Pour les articles homonymes, voir Suarez.
Georges Suarez (Paris 15e, 8 novembre 1890 - Fort de Montrouge à Arcueil, 9 novembre 1944) est un écrivain, essayiste et journaliste français. Pacifiste puis collaborationniste, il a été l'éditeur du journal sous contrôle allemand Aujourd'hui, succédant au rédacteur Henri Jeanson. Il a également été biographe de Pétain et de plusieurs figures de la Troisième République. Il fut le premier journaliste condamné à mort lors de l'épuration et fut fusillé au fort de Montrouge le 9 novembre 1944.

## Biographie
Suarez était juriste de formation. Il combattit durant la Première Guerre mondiale et devint ensuite correspondant de l'agence Havas à Vienne. À la même époque, il collabora à plusieurs journaux comme Le Temps et L'Écho de Paris.
Durant les années 1920, Suarez commence par écrire quelques ouvrages en collaboration avec Joseph Kessel, qui lui restera fidèle jusqu'à sa mort. Il réalise avec ce dernier un entretien avec Charles Maurras, qui condamnera l'attitude pro-allemande de Suarez en 1943.
Toujours avec Joseph Kessel, mais également avec Horace de Carbuccia, il fonde en 1928, à Paris, un hebdomadaire politique et littéraire, Gringoire. Romain Gary y publie même deux nouvelles, L'Orage (le 15 février 1935), puis Une petite femme (le 24 mai 1935), sous son véritable nom, Romain Kacew. Lorsque le journal afficha des idées fascistes et antisémites, Gary renonça à envoyer ses écrits.
Jusqu'aux années 1930, Suarez manifeste un vif intérêt pour la politique de la Troisième République . Il s'intéresse en particulier à Georges Clemenceau et à Aristide Briand, auxquels il consacre de longues monographies anecdotiques.
Comme plusieurs de ses contemporains, Suarez adopte des positions politiques ambiguës au fil des événements. Oscillant entre gauche (il s'intéresse au Cartel des gauches), et droite (il suit de près l'affaire Stavisky et l'émeute devant le Palais Bourbon en 1934), Suarez défend une position centriste, pacifiste et germanophile.
Suarez fréquente des journalistes proches du quotidien Notre temps de Jean Luchaire, qui défend la politique de paix avec l'Allemagne d'Aristide Briand. Il est également proche de Bertrand de Jouvenel et du « Cercle du grand pavois » et de Fernand de Brinon du Comité France-Allemagne. Son activité journalistique devient de plus en plus hostile à la Troisième République, qu'il accuse de la dérive socio-économique que connaît la France durant les années 1930.
En 1935, avec Drieu la Rochelle, Paul Marion et Pierre Pucheu, il critique sévèrement le gouvernement républicain en lui reprochant publiquement son incapacité à gérer la crise économique. Ils en appellent à une nouvelle technocratie, une « synarchie », capable d'en finir, selon eux, avec les problèmes posés par le capitalisme. Comme plusieurs de ses confrères, Suarez se rapproche alors du Parti populaire français (PPF) de Jacques Doriot et, après la défaite française de 1940, des milieux collaborationnistes.
Il publie alors des articles en faveur du synarchisme et du technocratisme tels que théorisés par Georges Lefranc, Georges Albertini et Bertrand de Jouvenel et il dénonce les « corruptions » et les « complots » de la Troisième République dans des journaux de l'Occupation comme Libération et Aujourd'hui. Les positions radicales de Suarez le conduisent à encourager le procès de Riom par le régime de Vichy, censé juger les responsables politiques de la Troisième République pour leurs responsabilités dans la défaite de 1940.
Dès 1940, Suarez devient l'un des premiers biographes du maréchal Pétain ; il lui consacre aussi un ouvrage au titre évocateur : Pétain ou la démocratie? Il faut choisir (1941).
Le 8 décembre 1940, le journaliste juif Jacques Biélinky écrit dans son journal : « Georges Suarez est devenu directeur d'Aujourd'hui. Juif et fasciste à la fois. ». Le 5 décembre 1942 il écrit :  « Dans Aujourd'hui, le juif Georges Suarez attaque la juiverie internationale ».
En fait, selon ses propres dires, Georges Suarez n'est pas juif : le témoignage qu'il livre en 1927 en faveur de Samuel Schwartzbard, assassin de Simon Petlioura, lors du « Procès des pogromes » débute par « Avant de témoigner, je désire faire une déclaration d'ordre personnel : je ne suis pas juif, comme l'a écrit avec son habituelle légèreté M. Urbain Gohier, et je ne suis pas antisémite, comme ont pu le faire supposer mes sympathies pour certains hommes de l' Action Française.»
En 1944 – malgré son engagement collaborationniste – Suarez écrivit à l'Hauptsturmführer Heinrich Illers, responsable à Paris du bureau allemand chargé des internés, pour obtenir la libération de son ami le résistant Robert Desnos du camp de Compiègne. Mais ce fut sans succès, Desnos mourra du typhus au camp de concentration de Theresienstadt, en juin 1945, quelques semaines après sa libération.
Suarez est condamné à mort en octobre 1944, au terme d'un procès où le financement de son journal par l'ambassade d'Allemagne est exposé par l'accusation, livres de comptes à l'appui ; il est fusillé le 9 novembre à l'aube au fort de Montrouge, en banlieue parisienne.

## Œuvres
- (Avec Joseph Kessel), Le Onze mai, Paris, Éditions NRF, 1924.
- (Avec Joseph Kessel), Au camp des vaincus, ou la Critique du 11 mai, Paris, Éd. NRF, 1924.
- (Avec Joseph Kessel), Chez M. Paul Faure et M. Charles Maurras, [?], 1926.
- De Poincaré à Poincaré, Paris, Les Éditions de France, 1928.
- Peu d'hommes, trop d'idées ! Et Un entretien avec Charles Maurras par J. Kessel, Paris, De France, 1928 [rééd. Déterna, 2000].
- Une nuit chez Cromwell. Précédé d'un important récit historique de Raymond Poincaré, Paris, Éditions de France, 1930.
- La Belgique Vivante, préf. André Tardieu, [?], Éditions Rex, [1932].
- La vie orgueilleuse de Clemenceau. t. 1 Clemenceau. Dans la mêlée, Paris, J. Tallandier, 1932.
- La vie orgueilleuse de Clemenceau. t. 2 Clemenceau. Dans l’action, Paris, J. Tallandier, 1932.
- Les Hommes malades de la paix, Paris, Grasset, 1933.
- Profils de rechange, Paris, Excelsior, 1933.
- La Grande peur du 6 février au Palais-Bourbon, Paris, Grasset, 1934.
- Les Heures héroïques du Cartel, Paris, Grasset, 1934.
- Soixante années d'histoire française. Clemenceau, Paris, Éditions de France, 1934.
- Pour un parti central, Paris, Denoël et Steele, 1936.
- Nos seigneurs et maîtres, Paris, Éditions de France, 1937.
- Briand : sa vie, son œuvre, avec son journal et de nombreux documents inédits, 6. vol. Paris, Plon, 1938-1952.
- Les Accords franco-britanniques économiques et financiers. L’Empire français et la guerre, Paris, Odef, 1940.
- « Préface » à Pierre Dehillotte, Gestapo : l'organisation, les chefs, les agents, l'action de la Gestapo à l'étranger, Paris, Payot, 1940.
- Le maréchal Pétain, Paris, Plon, 1940 [rééd. Déterna, 1999].
- Pétain ou la démocratie ? Il faut choisir, Paris, Grasset, 1941.
- (Avec Guy Laborde), Agonie de la paix (1935-1939), Paris, Plon, 1942.
- Espagne, pont de l'Europe, Paris, Éditions France-Empire, 1944.